# Measured Response
Measured Response (deutsch gemessene Reaktion) ist ein Jazzalbum von Josh Lawrence. Die am 19. November 2022 im Acoustic Recording Studio, Brooklyn, entstandenen Aufnahmen erschienen am 24. Mai 2024 auf Posi-Tone Records.

## Hintergrund
Der in der Postbop-Tradition stehende Trompeter Josh Lawrence tat sich für das Album Measured Response mit dem Tenorsaxophonisten Diego Rivera, dem Pianisten Art Hirahara und dem Schlagzeuger Rudy Royston zusammen. Der Bassist ist Luques Curtis, mit dem Royston schon oft zusammengearbeitet hat. Mit zwei Ausnahmen handelt es sich bei allen Kompositionen von Lawrence, eine stammt von Charlie Haden und eine andere von John Coltrane.

## Titelliste
- Josh Lawrence: Measured Response (Posi-Tone PR8257)[1]

1. Where Do We Go? 4:58
2. A Tragic Tango Comedy 5:00
3. Song for the Whales (Haden) 7:07
4. Every Choice Comes with an Invoice 5:41
5. Stony Mountain Mist 6:11
6. Wise One (Coltrane) 5:49
7. Between the Lakes 3:58
8. Flip on a Drip 4:33
9. Prelude to a Farewell (For Barry Harris) 7:32
10. Texas Tenor 5:41

Wenn nicht anders vermerkt, stammen die Kompositionen von Josh Lawrence.

## Rezeption

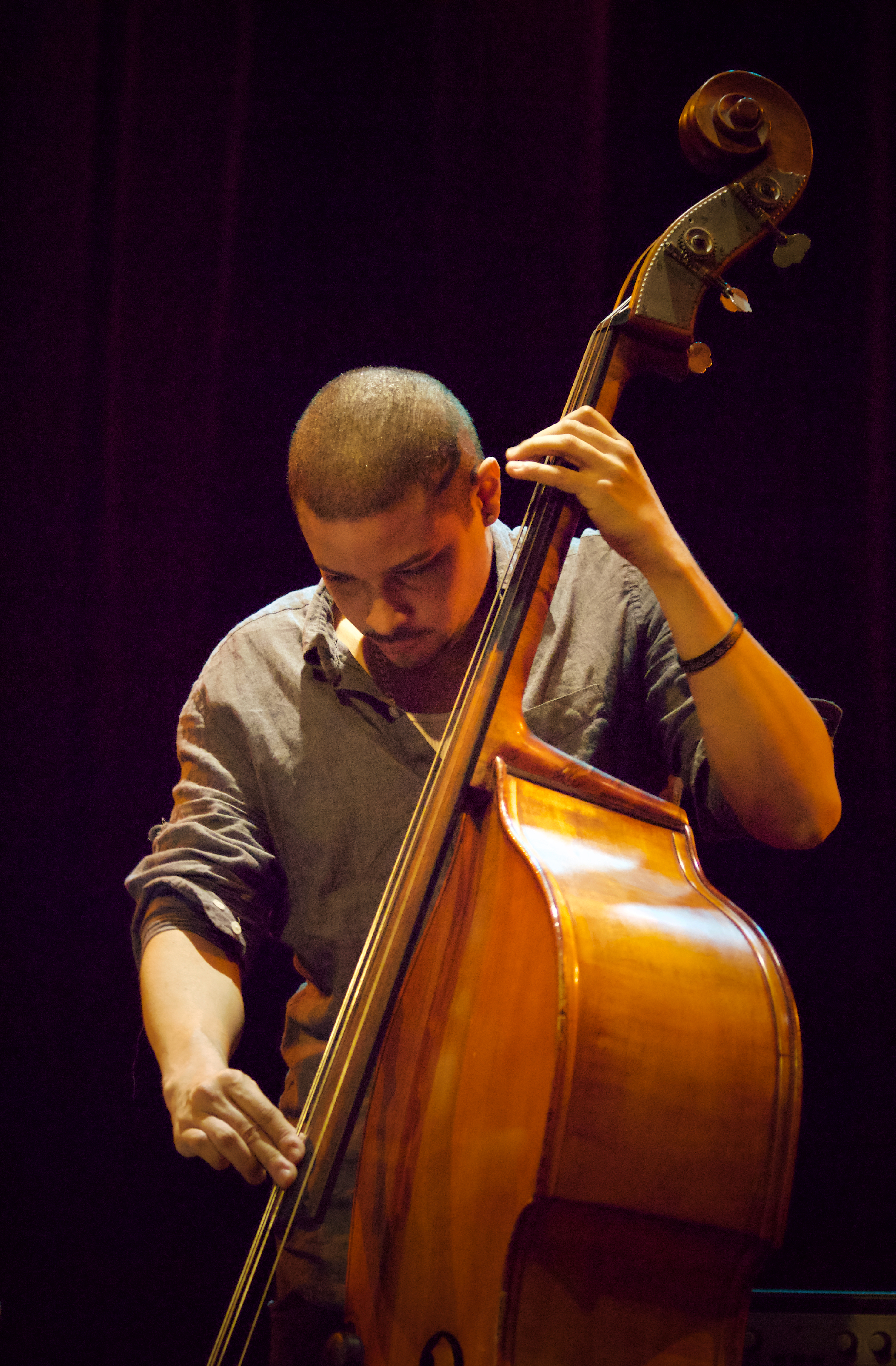
Luques Curtis (2021)

Nach Ansicht von David A. Orthmann, der das Album in All About Jazz rezensierte, biete Art Hiraharas kurzes, kryptisches Solo-Klavier-Intro zu „Where Do We Go?“, dem Eröffnungsstück des Albums des Trompeters/Flügelhornisten Josh Lawrence, kaum einen Hinweis auf das, was unmittelbar folge: Lawrences warmtönende, köstliche Trompete, umgeben von entspannten, geradlinigen Tempo-Swing in Mitteltönen mit Beteiligung von Bassist Luques Curtis und Schlagzeuger Rudy Royston. Dieser faszinierende Übergang bereite die Bühne für ein Album, das inmitten von Stimmungs- und Temperamentwechseln eine lockere Kontinuität schaffe.
Der Leiter der Session würde mal warm und hell klingen, dann gedämpft in einer kühlen Atmosphäre, wie in „Prelude to a Farewell (For Barry Harris)“, schrieb George W. Harris (Jazz Weekly). Am elegantesten spiele er auf „Wise One“, dann mit Hirahara in „Between the Lakes“ launisch und versehen mit der Blues-orientierten Seite der Dinge mit dem warmen Tenorsaxophon Riveras in „Where Do We Go?“ wieder locker. Das Team werde schließlich düster auf dem langsamen „Stony Mountain“ und schwinge sich zum romantischen „A Tragic Tango Comedy“. Dieses Album sei stark und selbstbewusst.
Dies sei ein abwechslungsreiches Album, das mehrere Seiten von Lawrences künstlerischem Können zeige und einige seiner tiefgründigsten Kompositionen enthalte, meinte Jim Hynes (Making a Scene). Wie der Titel schon andeute, spielten er und seine Bandkollegen das ganze Album hindurch mit kontrollierter Begeisterung.